# Роберт Гілпін
Роберт Гилпін (англ. Robert Gilpin, [ɡɪlpɪn]; 1930—2018) — вчений Міжнародної політичної економіки і почесний професор політології і міжнародних відносин в школі державних та міжнародних відносин імені Вудро Вільсона в Прінстонському університеті. Він обіймає посаду професора Ейзенхауера. Гілпін спеціалізується на політичній економіці та міжнародних відносин, особливо на впливі транснаціональних корпорацій на державну автономію.
Гілпін отримав ступінь бакалавра в Вермонтському університеті в 1952 році і ступінь магістра в Корнельському університеті в 1954. Після трьох років служби офіцером військово-морського флоту США, Гілпін отримав докторський ступінь у Каліфорнійському університеті в Берклі, отримавши докторський ступінь в 1960 році вступив на прінстонський факультет в 1962 році і отримав право на проживання в 1967 році. Він був співробітником Центру міжнародних досліджень та Ліхтенштейнського інституту самовизначення.[джерело?]
Гілпін був членом фонду Гуггенхайма в 1969 році, членом фонду Рокфеллера з 1967-68 і знову з 1976—1977 років, і є членом Американської академії мистецтв та наук. Також він є членом Американської асоціації політичних наук, для якої він займав пост віце-президента з 1984—1985 , а також є членом Ради з міжнародних відносин.
Гілпін описує своє бачення міжнародних відносин і міжнародної політичної економки відштовхуючись від «реалістичної» точки зору, пояснюючи у своїй книзі «Глобальна політична економіка», що він вважає себе "державно-орієнтованим реалістом в традиціях відомих «класичних реалістів», таких як Е. Х. Карр і Ганс Моргентау. Справжні наукові інтереси Гілпіна знаходяться в застосуванні «реалістичного» мислення в сучасній американській політики на Близькому Сході. Гілпін відкрито критикував політику 2003 року під час вторгнення коаліційних сил в Ірак в своєму есе під назвою «Війна надто важлива, щоб залишати її ідейним дилетантам».
Гілпін проживав в Грінсборо, штат Вермонт, разом зі своєю дружиною Жан М. Гілпін.